# Valore efficace
Nella teoria dei segnali, il valore efficace (spesso siglato con eff o con rms - dall'inglese root mean square ) di una funzione periodica (e non solo), è il valore che avrebbe un "segnale costante" di pari potenza media:
{\displaystyle \langle P\rangle =V_{\mathrm {rms} }I_{\mathrm {rms} }}
Ovvero, in regime di corrente elettrica alternata, il valore rms è equivalente al valore della corrente continua costante, in grado di produrre la stessa dissipazione di potenza, in un carico resistivo. In elettrotecnica, il valore efficace viene introdotto nel regime alternato e trifase, per un confronto con la corrente continua, semplificando l'espressione della potenza media ed evitando l'analisi istante per istante del suo andamento. Così, ad esempio, la tensione di rete del fornitore di energia elettrica civile (ma anche in ambito industriale) è dato come valore efficace pari a 240 V (anche Vca o VAC) =  240 volt rms (o Vrms). È quindi spesso più utile per capire l'andamento delle intensità e delle tensioni della corrente elettrica, in un circuito in regime alternato (sia di forma periodica che di forma arbitraria).

## Definizione
Si definisce valore efficace di una funzione continua x(t), la media quadratica sul periodo della funzione stessa. Ovvero, la "radice della media dei quadrati" (in inglese root mean square, con l'acronimo RMS), da non confondere con il valore quadratico medio (in inglese mean square, che è semplicemente la media dei quadrati):
{\displaystyle x_{\mathrm {rms} }={\sqrt {{1 \over {T}}{\int _{0}^{T}{[x(t)]}^{2}\,dt}}}.}
Se si applica il procedimento ad un segnale costante (es: in regime di corrente continua o CC), si può facilmente constatare che il suo valore efficace coincide con il valore reale.
Corrispondentemente per un segnale discreto xi si ha:
{\displaystyle x_{\mathrm {rms} }={\sqrt {{1 \over n}\sum _{i=1}^{n}x_{i}^{2}}}}

## Segnale sinusoidale

Valori notevoli per una sinusoide:
1) Ampiezza di picco (peak)
2) Ampiezza picco-picco (peak to peak)
3) Valore efficace (RMS)
4) Periodo d'onda

Per sinusoidi del tipo
{\displaystyle v(t)=V_{max}\sin(\omega t)}
il valore efficace è {\displaystyle 1 \over {\sqrt {2}}} volte l'ampiezza di picco:
{\displaystyle \ V_{rms}={\sqrt {\ {\omega  \over {2\pi }}\int _{0}^{2\pi  \over \omega }\left[V_{max}\sin(\omega t)\right]^{2}\ dt}}={\sqrt {{V_{max}}^{2} \over 2}}={V_{max} \over {\sqrt {2}}}}

## Misurazione
Molti strumenti di misura, tra cui i multimetri più economici, sono spesso costruiti sia in modo semplificato, che per calcolare il valore efficace della tensione sinusoidale della rete (fornitura di energia elettrica), partendo da una lettura del valore medio (o del valore massimo - di picco), utilizzando un banale circuito di raddrizzamento ed un ricalcolo approssimativo. In questi casi, però, l'indicazione risulterà precisa solo se il segnale presenta una forma d'onda perfettamente sinusoidale, mentre sarà più o meno errata o imprecisa, se il segnale è di forma diversa (triangolare, quadrata, ecc) o di forma sinusoidale distorta (cioè, ricca di armoniche), oppure di forma arbitraria (come ad esempio, la forma d'onda di un rumore o di un brano musicale, ecc).
Molti strumenti che misurano il vero valore efficace (più precisi e costosi), sono contraddistinti dalla sigla true RMS, e sono in grado di leggere eventuali deviazioni di forma, oltre alla possibilità di ampliare il campo di lettura alle frequenze d'onda superiori e inferiori (generalmente, nel campo audio, da 16 Hz a 20 kHz) a quella di rete (50-60 Hz). Così, ad esempio, un buon tester true-RMS, potrebbe dare come valore di lettura della tensione di rete, 230 Vrms invece dei 240 V dichiarati dal fornitore, leggendo il vero valore efficace di una fornitura con onda distorta. Se questi strumenti sono analogici, il principio di funzionamento dipende dalla natura della grandezza misurata; se digitali, solitamente campionano il segnale e calcolano il valore efficace in tempo reale con l'algoritmo dato dalla relazione sopra descritta:
1. Campionamento di lunghezza pari ad almeno 1 periodo.
2. Elevazione al quadrato (che comporta la perdita di segno dei valori negativi);
3. Calcolo della media dei precedenti dati;
4. Estrazione della sua radice quadrata.

Il risultato in base al teorema del campionamento di Nyquist-Shannon è corretto entro la banda passante in cui le armoniche superiori non superano la metà della frequenza di campionamento.